# دختر کوهن
دختر کوهن (عبری: בת כהן‎) دختر یک کوهن (کشیش یهودی) است که در کتاب مقدس عبری و متون خاخامی جایگاه ویژه ای دارد. او مستحق تعدادی حقوق است و تشویق می‌شود تا از الزام‌های مشخصی تبعیت کند، به عنوان مثال، حق مصرف برخی از هدایای کشیش، و کتوبا.